# François Clément (médecin)
Pour les articles homonymes, voir François Clément et Clément.
 (janvier 2013).
François Clément, né le 21 février 1929 à Paris (6e arrondissement) est un médecin hématologue hospitalo-universitaire et écrivain suisse.

## Biographie
Né le 21 février 1929 dans un atelier de peintre de la rue d'Assas à Paris, François Clément est médecin, spécialiste des hémopathies malignes. Dès 1965, il traite des patients atteints de leucémies et de lymphomes dans son cabinet médical ainsi qu'au Centre hospitalier universitaire vaudois (CHUV) de Lausanne. 
Privat-docent à la Faculté de médecine de Lausanne, il enseigne l'hématologie pendant plus de trente ans.
Lauréat du Prix Viganello de la recherche sur le cancer et du Prix Samuel Cruchaud, François Clément est l'auteur de plus de 80 publications scientifiques parues dans des revues médicales.
On lui doit également un essai littéraire intitulé Feuille de bouleau paru en 1994, suivie par Magnifiques festoyants ouvrage dans lequel François Clément évoque ses souvenirs d'enfance à Paris et dans la campagne vaudoise.